# ماشمی
ماشمی، روستایی در دهستان زیلایی بخش زیلایی شهرستان مارگون در استان کهگیلویه و بویراحمد ایران است. این روستا، مرکز بخش زیلایی است.

## جمعیت
بر پایه سرشماری عمومی نفوس و مسکن در سال ۱۳۹۵، جمعیت این روستا برابر با ۷۵۱ نفر (۱۸۸ خانوار) بوده است.